# 1968年10月6日月食
1968年10月6日月食为一次在协调世界时1968年10月6日出現的月全食。該次月食半影食分為2.250、全影食分為1.174。偏食維持了107分，全食維持32分。

## 概述
這次月食的食分是0.80，偏食維持了107分，全食維持32分。

## 基本參數
- 類型：月全食
- 食甚資料：
  - 日期：1968年10月6日
  - 時間：11:42
  - 月球位置：赤經0.80度、赤緯5.5度
  - 食分：半影食分：2.250、全影食分：1.174
  - 持續時間：偏食107分、全食32分

## 外部連結
- NASA月食專頁（页面存档备份，存于）（英文）